# ニッケル・リチウム電池
ニッケル・リチウム電池（ニッケル・リチウムでんち、英語: Nickel–lithium battery）は、水酸化ニッケル(II) の陽極とリチウムの陰極を用いる実験的電池である。
この2つの金属は両者に適合する電解液が存在しないため、通常は電池で一緒に使用することはできない。LISICON設計は多孔質ガラスの層を使うことで各金属と接触する2つの電解質を分離する。電池はリチウムイオン電池と比べて1ポンド当たり3.5倍以上のエネルギーを有し、より安全であると予測されている。しかし、製造するのが複雑であり、耐久性の問題は未だ解決されていない。